# Condado de Waseca
O Condado de Waseca é um dos 87 condados do estado americano de Minnesota. A sede do condado é Waseca, e sua maior cidade é Waseca. 
O condado possui uma área de 1 120 km² (dos quais 25 km² estão cobertos por água), uma população de 18 968 habitantes, e uma densidade populacional de 17.3 hab/km² (segundo o censo nacional de 2020). O condado foi fundado em 1857.